# Bibliothèque municipale de Grenoble
Pour les articles homonymes, voir BMG.
La bibliothèque municipale de Grenoble, également citée sous le sigle BMG, est une bibliothèque municipale classée créée en 1772, et qui rassemble et anime un réseau de douze bibliothèques réparties sur la ville, mais également huit autres bibliothèques d'institutions culturelles locales. Son siège situé 12 boulevard Maréchal-Lyautey à Grenoble est labellisé « Patrimoine du XXe siècle » de Grenoble depuis 2003.
Elle détient des fonds de personnages illustres comme Jean-François Champollion ou Stendhal et continue d'acquérir des livres rares, anciens et des incunables.

## Histoire

### La création de la bibliothèque
L'occasion de créer l'institution se présente en septembre 1771 après la mort de l'évêque de Grenoble, Jean de Caulet qui laisse parmi son héritage au marquis de Grammont, une bibliothèque privée de 33 644 ouvrages. Une souscription est aussitôt ouverte pour recueillir auprès des notables grenoblois, l'argent nécessaire afin de la racheter au profit de la ville. Après avoir récolté la somme de 67 888 livres de la part de notables et de grenoblois de toutes conditions, une assemblée générale des souscripteurs nomme le 11 juillet 1772, une commission exécutive de douze membres présidée par Louis de Sausin, afin de constituer un conseil de direction.
Le 29 juillet 1772, André Faure, imprimeur du Roi et membre de la commission exécutive, se présente au nom des souscripteurs à la barre de la Chambre des comptes du Dauphiné où la bibliothèque de l'évêque lui est adjugée pour la somme de 45 000 livres. Le reliquat de l'argent étant prévu pour aménager un local provisoire et l'installation des ouvrages. Dans l'enthousiasme, l'ordre des avocats de la ville y joint le don de leur bibliothèque ouverte au public depuis 1748 dans l'hôtel de ville de Grenoble, et composée de plus de 6 000 volumes.

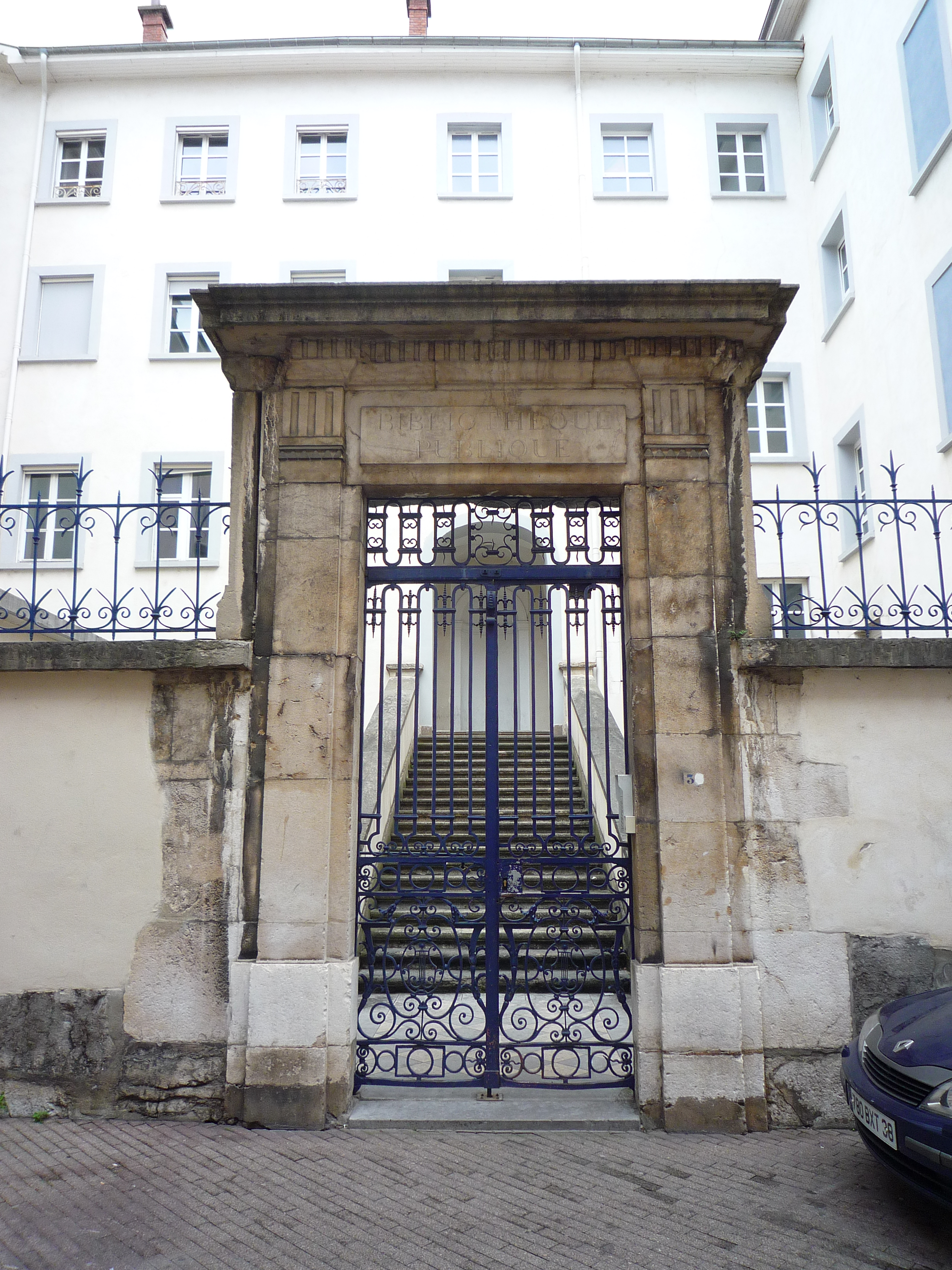
Entrée de la bibliothèque avant 1872.

Dès l'année 1777, des pièces égyptiennes léguées par l'abbaye de Saint-Antoine figurent dans le cabinet des Antiques de la bibliothèque municipale, dont Jean-François Champollion sera le bibliothécaire adjoint. En 1779, la bibliothèque acquiert un sarcophage et deux vases canopes provenant du Caire par l'intermédiaire de M. de Mure, consul de France en Égypte mais également parent du docteur Henri Gagnon, grand-père du jeune Stendhal. Parallèlement, le conseil de direction va devenir le noyau d'une petite société savante baptisée « Société littéraire » qui obtiendra en 1789 le titre d'Académie, connue par la suite sous le nom d'Académie delphinale.
Le premier bibliothécaire est l'abbé Davaux en 1772, suivi par la suite de l'abbé Ducros en 1775, puis Pierre-Vincent Chalvet en 1802 et Jean-Gaspard Dubois-Fontanelle en 1808,. Jacques-Joseph Champollion-Figeac est bibliothécaire de 1812 jusqu'à la nomination d'Amédée Ducoin en 1816. En 1800, la bibliothèque municipale de Grenoble s'installe sur un étage entier de l'ancien collège des Jésuites devenue l'École Centrale en 1796, puis lycée à partir de 1803.
Hyacinthe Gariel est directeur de la bibliothèque de 1848 à 1882 après avoir été l'adjoint d'Amédée Ducoin. Il travaille très vite en collaboration avec le directeur du musée, Alexandre Debelle, pour construire un bâtiment commun aux deux institutions, ce qui permettrait des innovations dans l'organisation des espaces de la bibliothèque, notamment la création d'une salle réservée aux expositions. Le 11 juin 1860, le conseil municipal du maire Eugène Gaillard vote le principe de construction d'un nouvel édifice. Le choix du site de construction est défini à la jonction de la ville ancienne et de sa récente extension par le général Haxo, à l'emplacement des anciens remparts construits par Lesdiguières dans les toutes premières années du XVIIe siècle.

### Nouvel édifice place de la Constitution

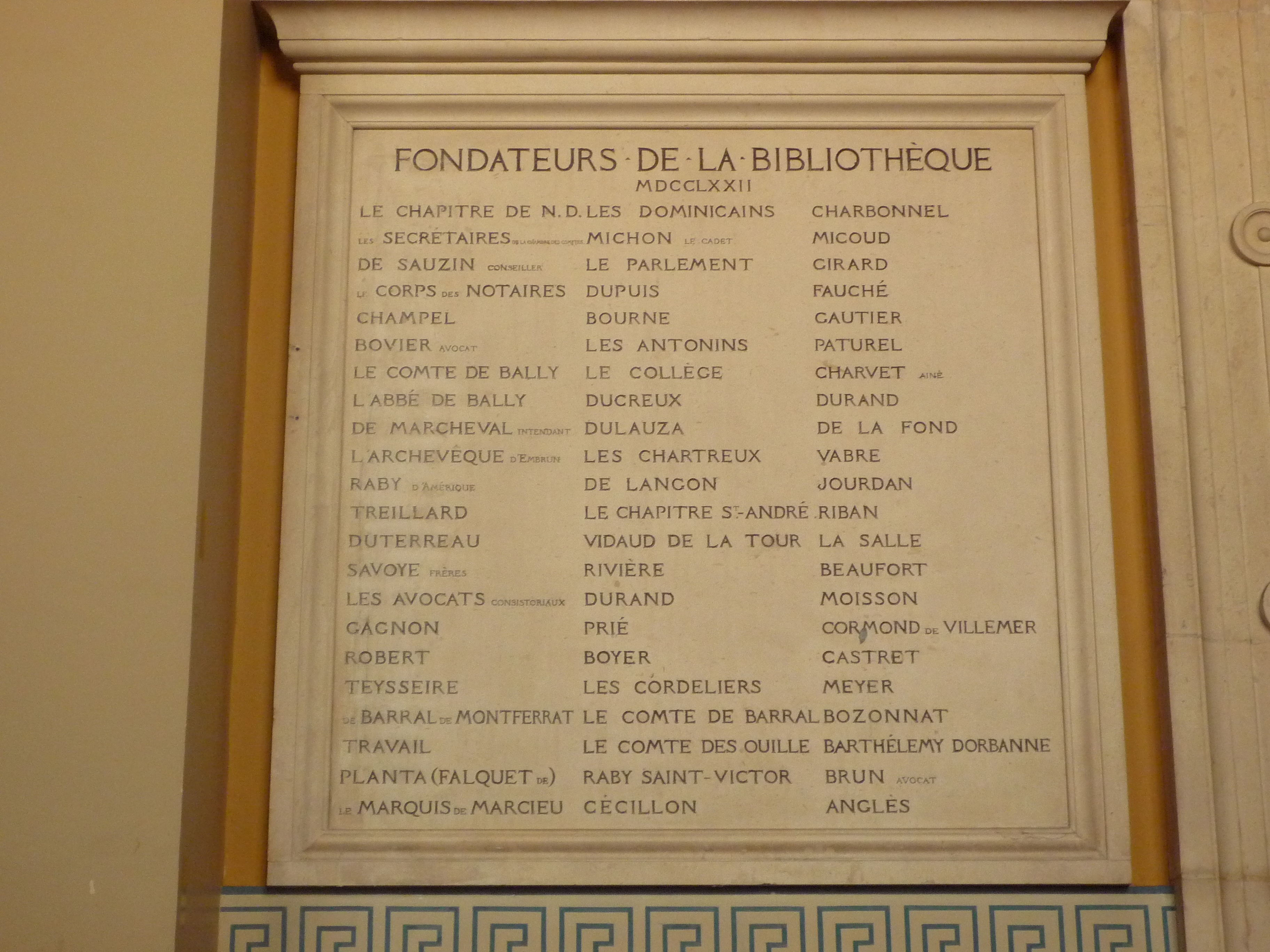
Les fondateurs de la bibliothèque.

Les travaux de construction débutent en mai 1864. Le nouveau bâtiment appelé musée-bibliothèque est dessiné par l'architecte Charles-Auguste Questel sur la place de la Constitution (actuelle place Verdun), et les services de la bibliothèque ouvrent au public en 1872, cent ans après la création de l'institution. Sur les murs du vaste vestibule d'entrée commun aux deux institutions, figurent les noms des généreux donateurs de la bibliothèque, ainsi que ceux de ses fondateurs.
Gariel développe le fonds, dont la taille est multipliée par trois. Il crée et développe surtout le fonds dauphinois, ancêtre de l'actuel fonds de conservation et fait entrer à la bibliothèque 67 volumes de manuscrits de Stendhal obtenus à partir de 1860 auprès de la veuve de Louis Crozet, maire de Grenoble de 1853 à 1858.
Durant les décennies 1890 et 1900, Jules Bernard conservateur du musée de Grenoble et Edmond Maignien, conservateur de la bibliothèque entretiennent une relation privilégiée avec un grand mécène, le général Léon de Beylié, qui après sa mort, va léguer à la bibliothèque de Grenoble toute sa bibliothèque personnelle, constituée d'ouvrages d'art, de belles publications (art, histoire de l'art, et mémoires). 
Au moment du legs en mars 1914, près de  1 500 ouvrages entrent dans le fonds de la bibliothèque. Au déclenchement de la Première Guerre mondiale, alors que la fréquentation annuelle est de 15 000 lecteurs, la bibliothèque doit fermer quelque temps faute de personnel, mais rouvre avec un personnel restreint. Afin de mettre en valeur les richesses de la bibliothèque, le nouveau conservateur Louis Royer organise en 1920 conjointement avec le musée une exposition sur Stendhal, dans laquelle manuscrits, portraits et documents de l'écrivain sont exposés de juillet à septembre. 
En 1924, une autre exposition temporaire est consacrée aux livres à figures du XVe siècle. L'année suivante, dans le cadre de l'exposition internationale de la houille blanche, un ouvrage collectif est édité dans lequel le conservateur de la bibliothèque précise que son institution détient un médaillier constitué de près de 18 000 pièces.

### Bibliothèque du boulevard Maréchal-Lyautey
À l'initiative du recteur Henri Pariselle, le permis de construire d'une nouvelle bibliothèque universitaire est validé le 15 juillet 1955 par le service de salubrité de la ville. Conçu par l'architecte Jean Benoit, l'édifice contenant 30 km de rayonnages, entre en fonction le 4 janvier 1960 sur le boulevard Maréchal-Lyautey. Mais avec le lancement d'un nouveau domaine universitaire en décembre 1961 dans la banlieue de Grenoble, à Saint-Martin-d'Hères, le besoin de déménager l'institution universitaire devient impératif. Ainsi, avec l'ouverture de la bibliothèque universitaire sur le campus le 9 octobre 1967 qui laisse sans affectation l'immeuble du boulevard Maréchal-Lyautey, le directeur de la bibliothèque, Pierre Vaillant, décide du transfert des collections du musée-bibliothèque dans ces locaux.
Le 3 mars 1970, après six mois de déménagement, la bibliothèque centrale de Grenoble ouvre ses portes au public dans les anciens locaux de la bibliothèque universitaire du boulevard Maréchal-Lyautey. Elle sera inaugurée le 28 novembre suivant en présence du maire Hubert Dubedout et d'Étienne Dennery,   administrateur général de la Bibliothèque nationale.
Aujourd'hui, la bibliothèque détient des fonds concernant l'ancienne province du Dauphiné et de la région Rhône-Alpes ou d'autres extrêmement prestigieux, tels que ceux du monastère de la Grande Chartreuse, Stendhal, Berlioz, Champollion...

## Architecture
Labellisé patrimoine du XXe siècle en septembre 2004, le bâtiment de la bibliothèque municipale de Grenoble construit entre 1955 et 1959 par l'architecte Jean Benoit (1900-1976), conserve de nos jours environ 800 000 livres et documents sur une superficie de 10 161 m2. L'originalité de sa façade provient de sa forme qui se termine en chevet comme l'abside des églises, et surtout qu'elle ne reflète pas l'organisation interne de la bibliothèque. Les trois divisions externes de la façade n'expriment pas les sept étages internes, en effet, certaines baies font plusieurs étages.

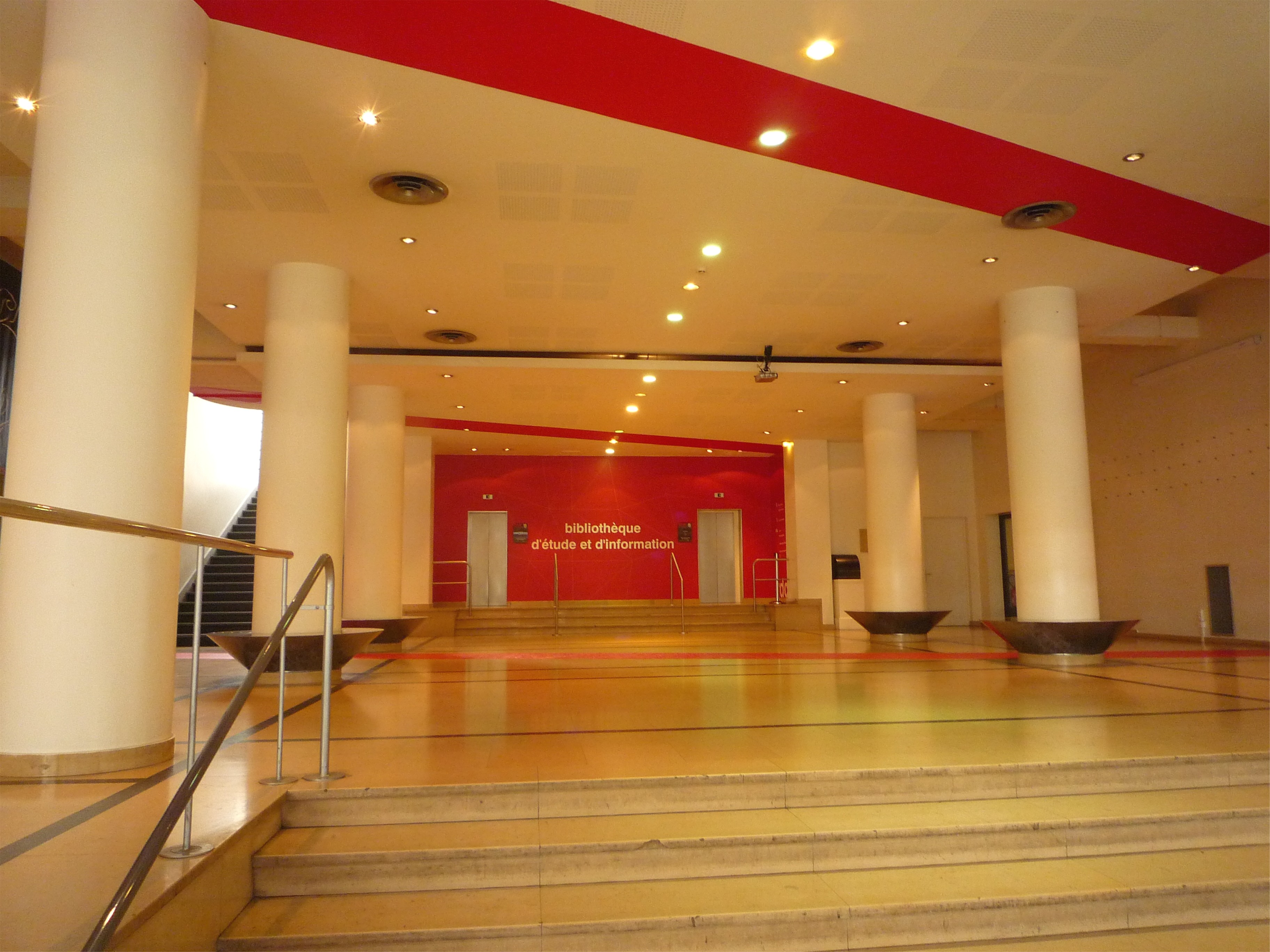
Hall d'entrée avant sa rénovation.

Constitué de sept étages et d'un sous-sol, le bâtiment réunit à l'origine, des salles de travail, des ateliers de restauration des ouvrages ainsi qu'un appartement réservé au bibliothécaire (conservateur).
Le rez-de-chaussée dispose d'un service d'accueil, d'une cafétéria, d'une salle d'exposition de 500 m2 afin de recevoir des manifestations à caractère littéraire. Le bureau d'accueil permet aux visiteurs d'acheter les publications relatives à d'anciennes expositions de la bibliothèque. Les collections patrimoniales sont conservées dans les quatre niveaux de magasins et réparties sur 23 kilomètres de rayonnage. Les salles de lectures réservées au public sont situées au 6e étage afin d'offrir aux lecteurs une meilleure luminosité naturelle en complément d'une façade vitrée haute d'environ 4 mètres.
Pour accéder à ces salles, les visiteurs ont à leur disposition, outre un escalier, deux ascenseurs de sept places. Le personnel dispose de son côté de trois  ascenseurs et d'un monte-livres. Grâce aux colonnes porteuses et à l'absence de murs porteurs internes, l'agencement interne est différent selon la fonction de chaque étage. Ainsi la salle de lecture, autre étage public, est ordonnée d'une manière totalement différente.
En 2019, des travaux visant à agrandir et rénover le rez-de-chaussée imposent la fermeture de la bibliothèque au second semestre. Avec plusieurs mois de retard dû à la pandémie de Covid-19, sa réouverture intervient le 19 décembre 2020 en lui procurant un nouvel espace café d'une cinquantaine de places assises. De leur côté, l'artothèque et la salle des expositions ayant fait l'objet d'une rénovation complète.

## Réseau de bibliothèques

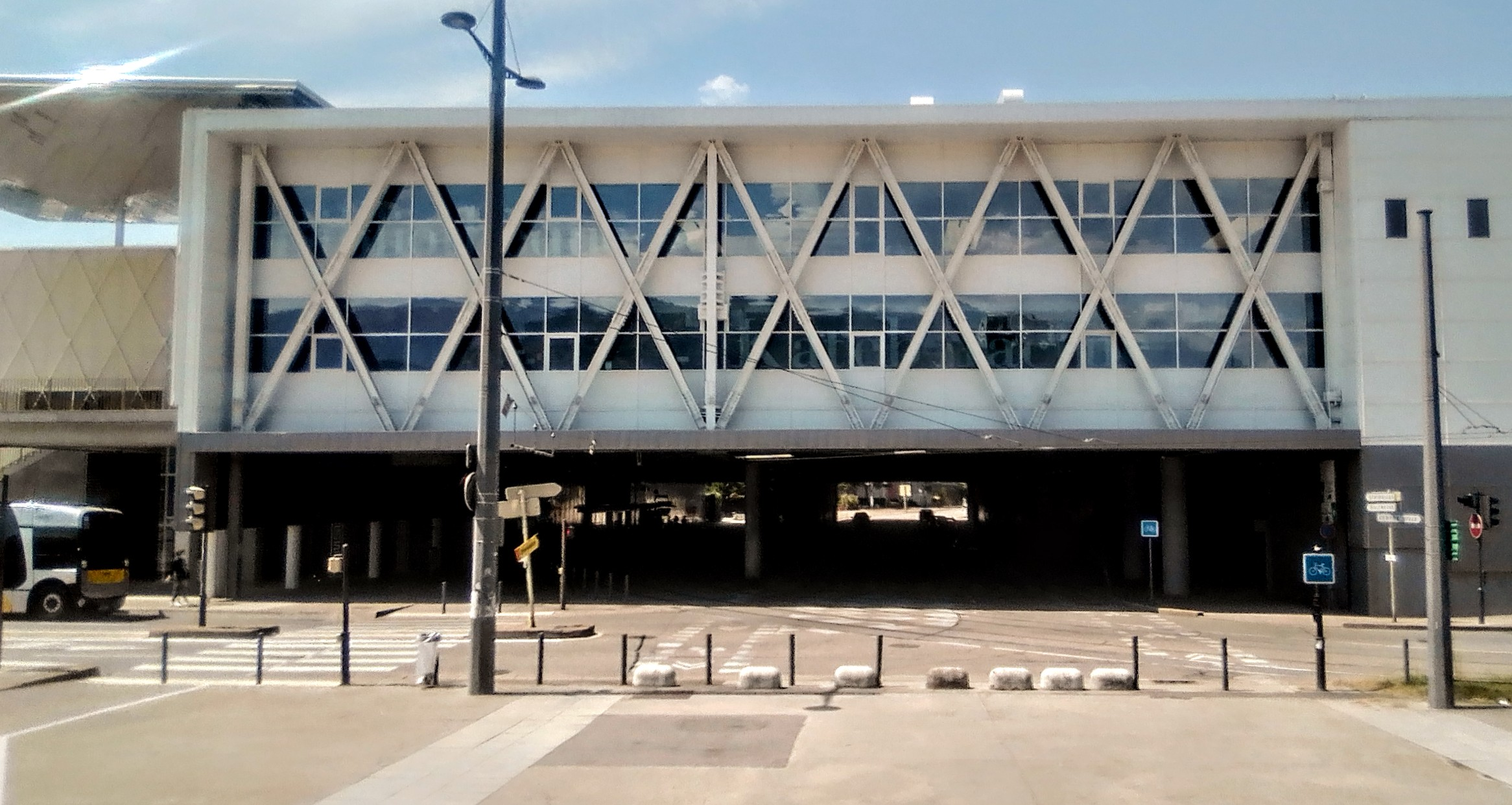
Bibliothèque Kateb Yacine

Dans les années 1960 et 1970, plusieurs petites bibliothèques de quartier sont créées, accompagnant ainsi le développement de la ville. En 1976, s'ouvre une première médiathèque au sein du centre commercial de Grand'Place, ce qui représente une vraie originalité en France. En 2005, après quelques semaines de fermeture sa surface est portée à 2 700 m², sur deux niveaux et prend le nom de Bibliothèque Kateb Yacine. Elle offre également la possibilité à ses abonnés d'emprunter des œuvres d'art contemporaines à travers une collection de 650 photographies et un millier d'estampes (gravures, lithographies, sérigraphies).
La mission de la bibliothèque municipale  est de contribuer au développement de la lecture et de lutter contre l'illettrisme. La bibliothèque a ainsi établi un réseau maillé de recherche et de consultation avec 19 autres bibliothèques dans la ville, dont huit bibliothèques associées dépendant d'institutions culturelles locales, élargissant ainsi sa réserve de lecture. Le tableau suivant en présente la liste complète :
| Type de bibliothèque     | Lieu                  | Nom de la bibliothèque                                         |
| ------------------------ | --------------------- | -------------------------------------------------------------- |
| Grande bibliothèque      | Secteur 2 de Grenoble | Bibliothèque d’Études et du Patrimoine                         |
| Grande bibliothèque      | Secteur 2 de Grenoble | Bibliothèque Centre-ville                                      |
| Grande bibliothèque      | Secteur 6 de Grenoble | Bibliothèque Kateb Yacine                                      |
| Bibliothèque de quartier | Secteur 4 de Grenoble | Bibliothèque Abbaye-les-Bains                                  |
| Bibliothèque de quartier | Secteur 4 de Grenoble | Bibliothèque Alliance                                          |
| Bibliothèque de quartier | Secteur 6 de Grenoble | Bibliothèque Arlequin                                          |
| Bibliothèque de quartier | Secteur 3 de Grenoble | Bibliothèque Eaux-Claires                                      |
| Bibliothèque de quartier | Secteur 2 de Grenoble | Bibliothèque Jardin de Ville                                   |
| Bibliothèque de quartier | Secteur 1 de Grenoble | Bibliothèque Saint-Bruno                                       |
| Bibliothèque de quartier | Secteur 5 de Grenoble | Bibliothèque Teisseire-Malherbe                                |
| Bibliothèque spécialisée | Secteur 6 de Grenoble | Bibliothèque des Relais Lecture                                |
| Bibliothèque spécialisée | Secteur 1 de Grenoble | Bibliothèque municipale internationale                         |
| Bibliothèque associée    | Secteur 2 de Grenoble | Archives municipales                                           |
| Bibliothèque associée    | Secteur 4 de Grenoble | Bibliothèque du Conservatoire national de région               |
| Bibliothèque associée    | Secteur 2 de Grenoble | Bibliothèque de l'école supérieure d'art de Grenoble           |
| Bibliothèque associée    | Secteur 2 de Grenoble | Bibliothèque du musée de Grenoble                              |
| Bibliothèque associée    | Secteur 2 de Grenoble | Bibliothèque de la Maison de la montagne                       |
| Bibliothèque associée    | Secteur 2 de Grenoble | Centre de ressources du Troisième bureau                       |
| Bibliothèque associée    | Secteur 2 de Grenoble | Bibliothèque des éditions Glénat                               |
| Bibliothèque associée    | Vizille               | Bibliothèque Albert-Soboul du musée de la Révolution française |

Dans le cadre des jumelages mis en place par la Ville de Grenoble et des réseaux de coopération professionnelle, les bibliothèques municipales de Grenoble entretiennent des relations privilégiées avec certains pays et certaines villes afin d'apporter assistance, aide et échange divers. Les villes concernées sont Essen, Constantine, Ouagadougou, Sfax, Turin, Fès ainsi que la Lituanie.
En juin 2016, pour satisfaire un plan de sauvegarde des services publics, la municipalité écologiste de Grenoble décide de la fermeture de trois bibliothèques du réseau situées dans des quartiers populaires, provoquant des manifestations lors des conseils municipaux successifs,,. Finalement, face aux protestations des usagers et du collectif Touchez pas à nos bibliothèques, la municipalité décide de faire diminuer la tension avec les agents municipaux et l'opposition en ne fermant que deux bibliothèques, Hauquelin et Prémol, durant l'été 2016. Cependant à l'automne, l'affaire des bibliothèques s'amalgame à d'autres mécontentements, empêchant même le déroulement d'un conseil municipal,. Le 18 janvier 2017, le collectif épaulé par des habitants empêchent le déménagement des livres de la bibliothèque Prémol. Dans son édition du 29 mars 2017, Le Canard enchaîné relate le conflit dans un article intitulé « Des livres rongés par les Verts ».

## Collections en salle de recherche
Elle donne libre accès à 3 000 ouvrages de référence, 40 revues, une banque d'images anciennes, à la consultation du Dauphiné libéré sur microfilms.
Sur demande, elle donne accès aux documents conservés en magasin tel le fonds ancien dauphinois avec 200 000 documents ou le fonds ancien général contenant 196 000 ouvrages et 20 000 manuscrits antérieurs à 1900 et 706 incunables.
Différents supports représentent ces documents, 1 500 périodiques notamment de l'ancien régime, des monnaies et médailles, des collections iconographiques, des globes, des cartes dont la plus ancienne de la ville remonte à 1536.

### Fonds particuliers
La bibliothèque de la Grande Chartreuse constitue un fonds particulier de la bibliothèque municipale de Grenoble, riche notamment de 300 incunables dont l'unique exemplaire de la Danse macabre de Guy Marchant et le Catholicon de Gutenberg (1460), ainsi que de nombreux manuscrits, dont un ensemble de 43 bibles confisquées au monastère de la Grande-Chartreuse, au moment de la Révolution.
Le service possède également des documents rares comme les actes d'interrogatoire du moine François de Nobilibus, brûlé sur la place Grenette en 1606 pour sorcellerie, et dont les archives du procès ont échappé au bûcher comme le voulait la tradition. L'acte de condamnation du moine étant conservé aux Archives départementales de l'Isère.
La bibliothèque détient également des fonds liés à des personnages célèbres comme Antoine Barnave, Jean-Joseph Mounier, Louis XVII, Louis Mandrin et les frères Champollion. 

#### Fonds Champollion

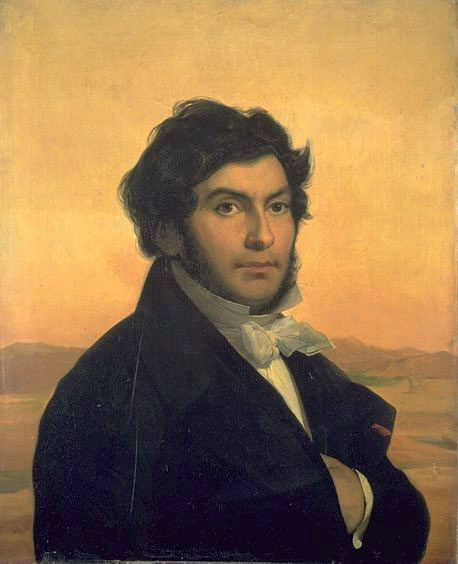
J.F. Champollion.

L'ensemble des publications originales de l'égyptologue Jean-François Champollion y figurent avec plusieurs manuscrits ainsi que de nombreux documents iconographiques relatifs à la famille Champollion, de nombreux autres documents étant accessibles aux Archives départementales.

#### Fonds Stendhal

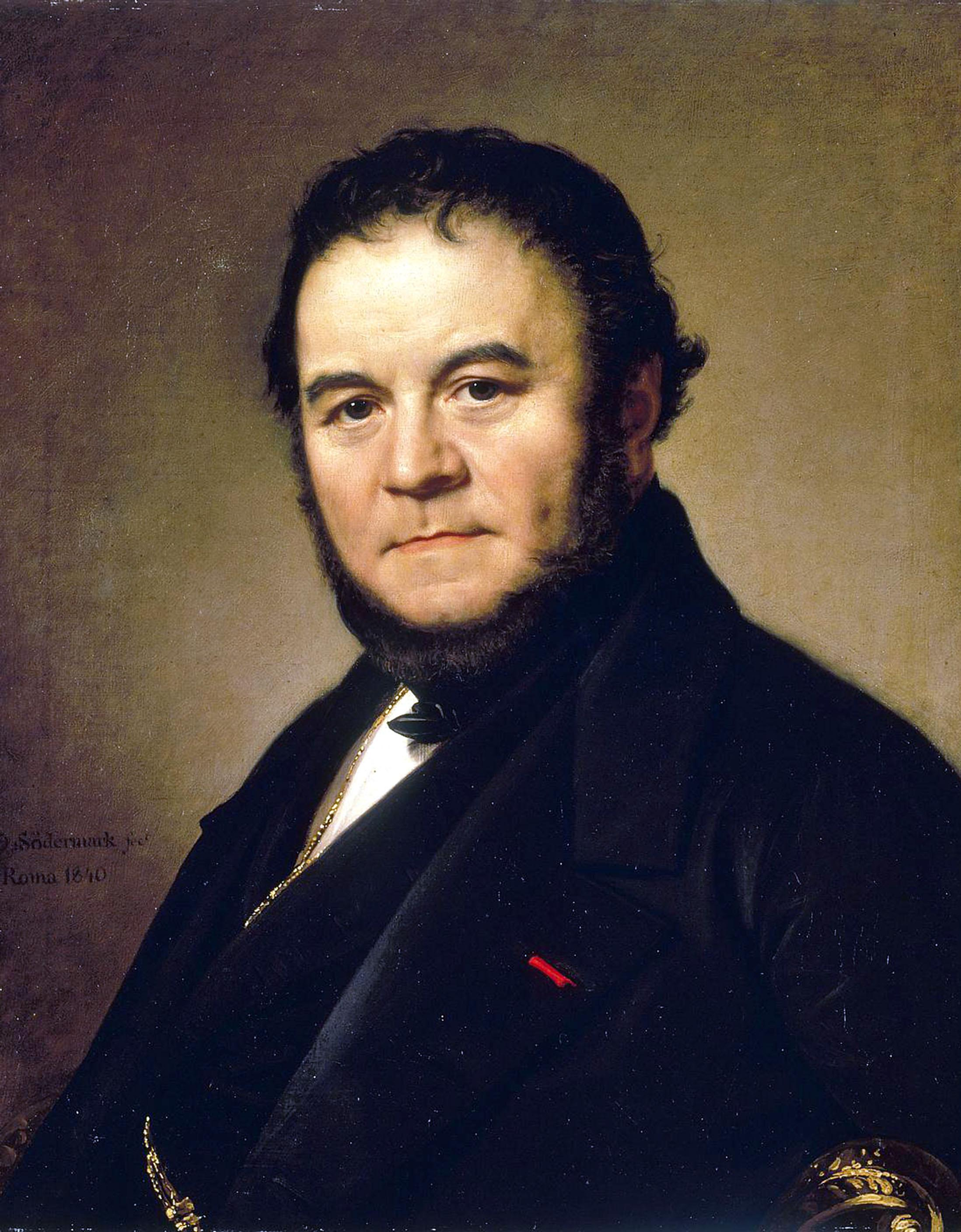
Stendhal alors consul.

La collection Stendhal de la bibliothèque compte environ 40 000 pages de manuscrits de l'écrivain, soit plus des trois quarts conservés dans le monde. Elle se complète par plus de 10 000 ouvrages imprimés concernant des éditions en français et en langues étrangères, des thèses, des bibliographies et des études stendhaliennes.
Viennent s'ajouter à cette collection de l'écrivain dauphinois, 700 pièces muséales constituées de peintures, médaillons, bustes, lithographies dont les principales sont utilisées par le Musée Stendhal mettant en réseau l’appartement du docteur Gagnon comme lieu de mémoire, l’appartement natal de Stendhal comme lieu vivant consacré à la littérature contemporaine, les collections de la Bibliothèque d'étude et du patrimoine, ainsi qu'un un itinéraire historique dans le centre ancien de Grenoble. Il faut noter que le Musée Stendhal de la ville est un service de la bibliothèque municipale depuis son origine en 1934.
En 2013, les collections stendhaliennes se sont enrichies de deux lettres ainsi que de pages de dessins d'architecture comprenant des notes autographes de l'écrivain lors d'une vente publique. La lettre autographe en date du 19 août 1812 adressée à Félix Faure et à la comtesse Daru a été acquise grâce à Pierre Bergé, parrain du musée Stendhal. Trois ans plus tard, Pierre Bergé fait don du livre Maximes et pensées. Caractères et anecdotes de Sébastien-Roch Nicolas de Chamfort, estimé à 300 000 euros car portant une note manuscrite de Stendhal « De Beyle 1806 ». En novembre 2016, la bibliothèque municipale achète l'édition originale de Promenades dans Rome de 1829 pour la somme de 10 778 euros.

#### Collections iconographiques
Les collections iconographiques sont composées d'estampes, de dessins, de cartes postales, d'affiches (en particulier touristiques et publicitaires), de plaques de verre (collection de la Société dauphinoise d'amateurs photographes) et de photographies. Elles sont particulièrement riches tant dans le domaine dauphinois que dans le domaine général, avec notamment plus de 7 000 documents sur le Dauphiné et 35 000 estampes des XVIe siècle au XIXe siècle provenant de la collection du magistrat parisien Georges Marjolin cédée le 23 juillet 1889 à la bibliothèque. Ce dernier fonds étant classé en cinq sections : botanique, géographie (costumes et vues), histoire (représentation des faits et portraits), mythologie et zoologie.

## Autres services
Depuis 2003, la bibliothèque (en collaboration avec les services culturels de ville de Grenoble) organise en avril le Printemps du livre se matérialisant par des rencontres, des lectures, des tables-rondes, des spectacles, des expositions, des ateliers et des séances de dédicaces.
Parmi les accès aux pages numériques du site internet de la bibliothèque, figure l'offre ciné VOD (vidéo à la demande) permettant de voir 900 films dans tous les genres, y compris certaines conférences se déroulant dans la bibliothèque Centre-ville, comme celle en mars 2014 de l'astrophysicien Hubert Reeves. En outre, l'accès aux collections numérisées de la bibliothèque est possible sur l'application Pagella où figurent iconographie, imprimés, manuscrits et presse.  
Depuis 2014, deux postes informatiques sont réservés à la consultation de l'Inathèque présentant les archives audiovisuelles et sonores de l'Institut national de l'audiovisuel. Ces postes restent cependant accessibles aux chercheurs justifiant d'une recherche.
Depuis janvier 2017, afin d'élargir l'offre de prêt de livres auprès du public, une partie des collections de la bibliothèque d'étude, peut être empruntée par les abonnés à partir de 13 ans. Une petite partie des ouvrages continue cependant d’être uniquement consultable sur place, telles que les ouvrages encyclopédiques et les manuels de cours.

## Liste des conservateurs en chef puis directeurs
- Jacques-Joseph Champollion-Figeac (1812-1816)
- Amédée Ducoin (1816-1848)
- Hyacinthe Gariel (1848-1882)
- Edmond Maignien (1882-1915)
- Louis Royer (1919-1938)[44]
- Pierre Vaillant (1938-1978)[45]
- Jacques Perret
- Cécil Guitart
- Michel Merland (1988-1994)[46]
- Catherine Pouyet (1994-2007)
- Christine Carrier (2007-2014)
- Annie Brigant (2014-2017)[47]
- Isabelle Westeel (depuis 2017)[48]

## Accès
- La bibliothèque d'étude du boulevard Maréchal Lyautey, située face à l'Hôtel des Postes de Grenoble, est desservie par les lignes de tramway A et C, ainsi que par les lignes de bus C1, C4 et 13. Pour le stationnement, les parkings Chavant et Hoche sont les principaux parkings de proximité.

- La bibliothèque Kateb Yacine est desservie par les lignes A, C3, C6, 12, 65 et 67. Étant située dans un centre commercial, elle n'est accessible qu'aux heures d'ouverture du centre, tout en restant fermée le lundi.

- La bibliothèque du centre-ville et la bibliothèque Saint-Bruno sont desservies par deux lignes de tramway, la ligne A et la ligne B.

- La bibliothèque internationale, située à proximité de la cité scolaire internationale, place de Sfax, est desservie par la ligne B.